# North Newton (Kansas)
Pour les articles homonymes, voir North Newton.
North Newton est une ville américaine située dans le comté de Harvey, au Kansas. Selon le recensement de 2020, sa population est de 1 814 habitants.